# 7.ª etapa del Tour de Francia 2020
La 7.ª etapa del Tour de Francia 2020 tuvo lugar el 4 de septiembre de 2020 entre Millau y Lavaur sobre un recorrido de 168 km y fue ganada por el belga Wout van Aert del equipo Jumbo-Visma, quien logra con esta victoria su segundo triunfo de etapa en la presente edición del Tour. El británico Adam Yates logró mantener el liderato una jornada más.

## Clasificación de la etapa
| \| Clasificación de la etapa \| Clasificación de la etapa \| Clasificación de la etapa \| Clasificación de la etapa \| Clasificación de la etapa \| \| Ciclista \| Ciclista \| Equipo \| Tiempo \| \| \| ------------------------- \| ------------------------- \| -------------------------------- \| ------------------------- \| ------------------------- \| \| 1.º \| Wout van Aert \| Jumbo-Visma \| 3 h 32 min 03 s \| \| \| 2.º \| Edvald Boasson Hagen \| NTT Pro Cycling \| + 0 s \| \| \| 3.º \| Bryan Coquard \| B&B Hotels-Vital Concept p/b KTM \| + 0 s \| \| \| 4.º \| Christophe Laporte \| Cofidis \| + 0 s \| \| \| 5.º \| Jasper Stuyven \| Trek-Segafredo \| + 0 s \| \| \| 6.º \| Clément Venturini \| AG2R La Mondiale \| + 0 s \| \| \| 7.º \| Hugo Hofstetter \| Israel Start-Up Nation \| + 0 s \| \| \| 8.º \| Egan Bernal \| Ineos Grenadiers \| + 0 s \| \| \| 9.º \| Adam Yates \| Mitchelton-Scott \| + 0 s \| \| \| 10.º \| Alejandro Valverde \| Movistar Team \| + 0 s \| \| |                      |                                  |                 |
| |                      |                                  |                 |
| Fuente: ProCyclingStats |                      |                                  |                 |
| Clasificación de la etapa |                      |                                  |                 |
| Ciclista | Ciclista             | Equipo                           | Tiempo          |
| 1.º | Wout van Aert        | Jumbo-Visma                      | 3 h 32 min 03 s |
| 2.º | Edvald Boasson Hagen | NTT Pro Cycling                  | + 0 s           |
| 3.º | Bryan Coquard        | B&B Hotels-Vital Concept p/b KTM | + 0 s           |
| 4.º | Christophe Laporte   | Cofidis                          | + 0 s           |
| 5.º | Jasper Stuyven       | Trek-Segafredo                   | + 0 s           |
| 6.º | Clément Venturini    | AG2R La Mondiale                 | + 0 s           |
| 7.º | Hugo Hofstetter      | Israel Start-Up Nation           | + 0 s           |
| 8.º | Egan Bernal          | Ineos Grenadiers                 | + 0 s           |
| 9.º | Adam Yates           | Mitchelton-Scott                 | + 0 s           |
| 10.º | Alejandro Valverde   | Movistar Team                    | + 0 s           |

## Clasificaciones al final de la etapa

### Clasificación general(Maillot Jaune)
| \| Clasificación general \| Clasificación general \| Clasificación general \| Clasificación general \| Clasificación general \| \| Ciclista \| Ciclista \| Equipo \| Tiempo \| \| \| --------------------- \| --------------------- \| --------------------- \| --------------------- \| --------------------- \| \| 1.º \| Adam Yates \| Mitchelton-Scott \| 30 h 36 min 00 s \| \| \| 2.º \| Primož Roglič \| Jumbo-Visma \| + 3 s \| \| \| 3.º \| Guillaume Martin \| Cofidis \| + 9 s \| \| \| 4.º \| Egan Bernal \| Ineos Grenadiers \| + 13 s \| \| \| 5.º \| Tom Dumoulin \| Jumbo-Visma \| + 13 s \| \| \| 6.º \| Nairo Quintana \| Arkéa-Samsic \| + 13 s \| \| \| 7.º \| Romain Bardet \| AG2R La Mondiale \| + 13 s \| \| \| 8.º \| Miguel Ángel López \| Astana \| + 13 s \| \| \| 9.º \| Thibaut Pinot \| Groupama-FDJ \| + 13 s \| \| \| 10.º \| Rigoberto Urán \| EF Pro Cycling \| + 13 s \| \| |                    |                  |                  |
| |                    |                  |                  |
| Fuente: ProCyclingStats |                    |                  |                  |
| Clasificación general |                    |                  |                  |
| Ciclista | Ciclista           | Equipo           | Tiempo           |
| 1.º | Adam Yates         | Mitchelton-Scott | 30 h 36 min 00 s |
| 2.º | Primož Roglič      | Jumbo-Visma      | + 3 s            |
| 3.º | Guillaume Martin   | Cofidis          | + 9 s            |
| 4.º | Egan Bernal        | Ineos Grenadiers | + 13 s           |
| 5.º | Tom Dumoulin       | Jumbo-Visma      | + 13 s           |
| 6.º | Nairo Quintana     | Arkéa-Samsic     | + 13 s           |
| 7.º | Romain Bardet      | AG2R La Mondiale | + 13 s           |
| 8.º | Miguel Ángel López | Astana           | + 13 s           |
| 9.º | Thibaut Pinot      | Groupama-FDJ     | + 13 s           |
| 10.º | Rigoberto Urán     | EF Pro Cycling   | + 13 s           |

### Clasificación por puntos(Maillot Vert)
| Clasificación por puntos | Clasificación por puntos | Clasificación por puntos         | Clasificación por puntos | Clasificación por puntos |
| Ciclista                 | Ciclista                 | Equipo                           | Puntos                   |                          |
| ------------------------ | ------------------------ | -------------------------------- | ------------------------ | ------------------------ |
| 1.º                      | Peter Sagan              | Bora-Hansgrohe                   | 138 pts                  |                          |
| 2.º                      | Sam Bennett              | Deceuninck-Quick Step            | 129 pts                  |                          |
| 3.º                      | Wout van Aert            | Jumbo-Visma                      | 106 pts                  |                          |
| 4.º                      | Bryan Coquard            | B&B Hotels-Vital Concept p/b KTM | 105 pts                  |                          |
| 5.º                      | Alexander Kristoff       | UAE Team Emirates                | 93 pts                   |                          |
| 6.º                      | Matteo Trentin           | CCC Team                         | 91 pts                   |                          |
| 7.º                      | Julian Alaphilippe       | Deceuninck-Quick Step            | 82 pts                   |                          |
| 8.º                      | Caleb Ewan               | Lotto-Soudal                     | 75 pts                   |                          |
| 9.º                      | Greg Van Avermaet        | CCC Team                         | 64 pts                   |                          |
| 10.º                     | Cees Bol                 | Team Sunweb                      | 62 pts                   |                          |

### Clasificación de la montaña(Maillot à Pois Rouges)
| Clasificación de la montaña | Clasificación de la montaña | Clasificación de la montaña      | Clasificación de la montaña | Clasificación de la montaña |
| Ciclista                    | Ciclista                    | Equipo                           | Puntos                      |                             |
| --------------------------- | --------------------------- | -------------------------------- | --------------------------- | --------------------------- |
| 1.º                         | Benoît Cosnefroy            | AG2R La Mondiale                 | 25 pts                      |                             |
| 2.º                         | Michael Gogl                | NTT Pro Cycling                  | 12 pts                      |                             |
| 3.º                         | Nicolas Roche               | Team Sunweb                      | 11 pts                      |                             |
| 4.º                         | Primož Roglič               | Jumbo-Visma                      | 10 pts                      |                             |
| 5.º                         | Alexéi Lutsenko             | Astana                           | 10 pts                      |                             |
| 6.º                         | Jesús Herrada               | Cofidis                          | 9 pts                       |                             |
| 7.º                         | Tadej Pogačar               | UAE Team Emirates                | 8 pts                       |                             |
| 8.º                         | Quentin Pacher              | B&B Hotels-Vital Concept p/b KTM | 7 pts                       |                             |
| 9.º                         | Greg Van Avermaet           | CCC Team                         | 7 pts                       |                             |
| 10.º                        | Guillaume Martin            | Cofidis                          | 6 pts                       |                             |

### Clasificación del mejor joven(Maillot Blanc)
| Clasificación del mejor joven | Clasificación del mejor joven | Clasificación del mejor joven | Clasificación del mejor joven | Clasificación del mejor joven |
| Ciclista                      | Ciclista                      | Equipo                        | Tiempo                        |                               |
| ----------------------------- | ----------------------------- | ----------------------------- | ----------------------------- | ----------------------------- |
| 1.º                           | Egan Bernal                   | Ineos Grenadiers              | 30 h 36 min 13 s              |                               |
| 2.º                           | Enric Mas                     | Movistar Team                 | + 9 s                         |                               |
| 3.º                           | Sergio Higuita                | EF Pro Cycling                | + 28 s                        |                               |
| 4.º                           | Tadej Pogačar                 | UAE Team Emirates             | + 1 min 15 s                  |                               |
| 5.º                           | Daniel Felipe Martínez        | EF Pro Cycling                | + 18 min 44 s                 |                               |
| 6.º                           | Valentin Madouas              | Groupama-FDJ                  | + 27 min 18 s                 |                               |
| 7.º                           | Harold Tejada                 | Astana                        | + 30 min 14 s                 |                               |
| 8.º                           | David Gaudu                   | Groupama-FDJ                  | + 34 min 39 s                 |                               |
| 9.º                           | Lennard Kämna                 | Bora-Hansgrohe                | + 36 min 19 s                 |                               |
| 10.º                          | Neilson Powless               | EF Pro Cycling                | + 36 min 35 s                 |                               |

### Clasificación por equipos(Classement par Équipe)
| Clasificación por equipos | Clasificación por equipos | Clasificación por equipos | Clasificación por equipos |
| Equipo                    | Equipo                    | Tiempo                    |                           |
| ------------------------- | ------------------------- | ------------------------- | ------------------------- |
| 1.º                       | EF Pro Cycling            | 91 h 48 min 46 s          |                           |
| 2.º                       | Jumbo-Visma               | + 1 min 29 s              |                           |
| 3.º                       | Astana                    | + 2 min 16 s              |                           |
| 4.º                       | Movistar Team             | + 2 min 50 s              |                           |
| 5.º                       | Trek-Segafredo            | + 3 min 58 s              |                           |
| 6.º                       | Groupama-FDJ              | + 5 min 36 s              |                           |
| 7.º                       | Bahrain McLaren           | + 6 min 43 s              |                           |
| 8.º                       | AG2R La Mondiale          | + 7 min 14 s              |                           |
| 9.º                       | Ineos Grenadiers          | + 7 min 59 s              |                           |
| 10.º                      | UAE Team Emirates         | + 8 min 44 s              |                           |

## Abandonos
Ninguno.